# 1057 w polityce
Wydarzenia polityczne w 1057 roku.

## Zmarli
- 28 lipca Wiktor II, papież[1].
- Makbet, król Szkocji w bitwie pod Lumphanan, pokonany przez Macduffa[2].
- 4 września Renald I, hrabia Burgundii[3].
- Edward Wygnaniec, syn Edmunda II Żelaznobokiego[4].